# Orgosolo
Orgosolo (en sard, Orgòsolo) és un municipi italià, dins de la província de Nuoro. L'any 2007 tenia 4.538 habitants. Es troba a la regió de Barbagia di Ollolai Limita amb els municipis de Dorgali, Fonni, Mamoiada, Nuoro, Oliena, Talana (OG), Urzulei (OG) i Villagrande Strisaili (OG).

## Administració
| Període | Identitat                 | Partit        |
| ------- | ------------------------- | ------------- |
| 2005-   | Francesco Giuseppe Meloni | Llista Cívica |

## Personatges il·lustres
- Peppino Marotto, poeta
- Franco Cagnetta, antropòleg
- Vittorio De Seta, cineasta
- Diego Carpitella, etnomusicòleg
- Franco Pinna, fotògraf
- Graziano Mesina, ex bandit